# Patrick Mayhew
Patrick Barnabas Burke Mayhew, baron Mayhew of Twysden (ur. 11 września 1929, zm. 25 czerwca 2016) – brytyjski prawnik i polityk, członek Partii Konserwatywnej, minister w rządach Margaret Thatcher i Johna Majora.
Wykształcenie odebrał w Tonbridge School oraz w Balliol College na Uniwersytecie w Oksfordzie. Był kapitanem 4th/7th Dragoons Guards. Od 1955 r. barrister w Middle Temple. W 1972 r. został Radcą Królowej. Od 1986 r. jest członkiem Tajnej Rady. Jest żonaty z Jean Gurney, ma czterech synów.
Od 1974 r. zasiadał w Izbie Gmin jako reprezentant okręgu Tunbridge Wells. Był parlamentarnym podsekretarzem stanu w ministerstwie zatrudnienia w latach 1979–1981. Przez następne dwa lata był ministrem stanu w ministerstwie spraw wewnętrznych. W 1983 r. otrzymał tytuł szlachecki i stanowisko Radcy Generalnego Anglii i Walii. W 1987 r. został prokuratorem generalnym. Po wyborach 1992 r. został ministrem ds. Irlandii Północnej. Urząd ten sprawował przez 5 lat, do wyborów 1997 r., najdłużej ze wszystkich ministrów ds. Irlandii Północnej.
W 1997 r. zrezygnował ze startu w wyborach. 12 czerwca otrzymał tytuł barona Meyhew of Twysden i zasiadł w Izbie Lordów.